# Evro-sredozemska univerza
Evro-sredozemska univerza (krajše EMUNI; angleško Euro-Mediterranean University, francosko Université Euro-Méditerranéenne) je zasebna univerza s sedežem v Piranu.
Sedež v Piranu ima od leta 2016. Njeni ustanovitelji so Univerza v Mariboru, University of Sousse, University of Haifa in Università degli Studi di Urbino "Carlo Bo".
Njen predsednik od leta 2014 je Abdelhamid El-Zoheiry, ki je leta 2019 začel drugi petletni mandat. Emuni izdaja publikacijo The International Journal of Euro-Mediterranean Studies (IJEMS).

## Zgodovina
Javni zavod Univerzitetni center za evro-sredozemske študije (it. Centro Universitario di Studi Euro-mediterranei, krajše Center EMUNI) je bil ustanovljen leta 2008 s strani Vlade RS. Njegov sedež je bil v dijaškem domu v Portorožu. Leta 2011 je Vlada začela s postopkom likvidacije, ukinjen je bil jeseni istega leta. Leta 2016 je imela 31 študentov in dva akreditirana programa.

### Nekdanji predsedniki
- Joseph Mifsud (26. november 2008 - 31. avgust 2012)
- Laris Gaiser (v.d. predsednika, 1. september 2012 - 31. marec 2013)
- Dušan Lesjak (v.d. predsednika, 1. april 2013 - 31. januar 2014)

## Organi
- upravni odbor (predsednica Michèle Gendreau-Massaloux iz Francije). Med njegovimi slovenskimi člani so Rado Pišot, Darinka Vrečko (kot predstavnica Vlade RS) in Karen Gladović (kot predstavnica zaposlenih).
- študentski svet (predseduje mu Marwen Ayed iz Tunizije)
- senat (predsednik Abdelhamid El-Zoheiry iz Egipta)
- habilitacijska komisija (predsednik Dušan Lesjak)
- komisija za kakovost (predsednik Hassan Nadir Kheirallah iz Egipta). Njegova slovenska članica je Nada Trunk Širca.
- komisija za študentske in študijske zadeve (predsednik Karim Moustaghfir iz Maroka). Njeni slovenski članici sta Nada Trunk Širca in Mateja Sedmak.

## Financiranje
Leta 2021 je Emuni prejel sredstva od proračuna RS (Ministrstvo za visoko šolstvo, znanost in tehnologijo) (294.416,00 EUR), različnih projektov (708.360,05 EUR), članarin (13.182,00 EUR), šolnin, vpisnin in drugih prihodkov (33.182,00 EUR) in subvencij ZRSZ (1.980,00 EUR).

## Študijski programi v študijskem letu 2021/2022
- Magistrski študijski program Poslovno komuniciranje v medkulturnem okolju (IBC)

## Knjižnica
Knjižnica EMUNI ne more za zagotoviti dostopa do elektronskih baz podatkov, zbirk podatkov in dostopa na daljavo. Sodeluje s knjižnicami Univerze na Primorskem, Znanstveno-raziskovalnega središča Koper in Osrednjo knjižnico Srečko Vilhar.

## Kritike
Do leta 2015 kljub prejemu 4 milijonov evrov javnega denarja EMUNI ni imel študentov, akreditiran je bil le en program. Takrat je bilo tam zaposlenih 5 oz. 6 oseb. Leta 2016 je bil označena za ponesrečeni politični projekt Janševe vlade iz časa slovenskega predsedovanja Svetu EU. Nada Trunk Širca in Egon Žižmond sta bila leta 2015 zaradi nezakonitega vpisa študentov obsojena na pogojni kazni. Mateja Lahovnika je zmotilo, da je vlada leta 2015 financiranje zgolj prepolovila, namesto da bi ga ukinila.